# Bäcker-Konditor-Confiseur

Aus- und Weiterbildung im Überblick

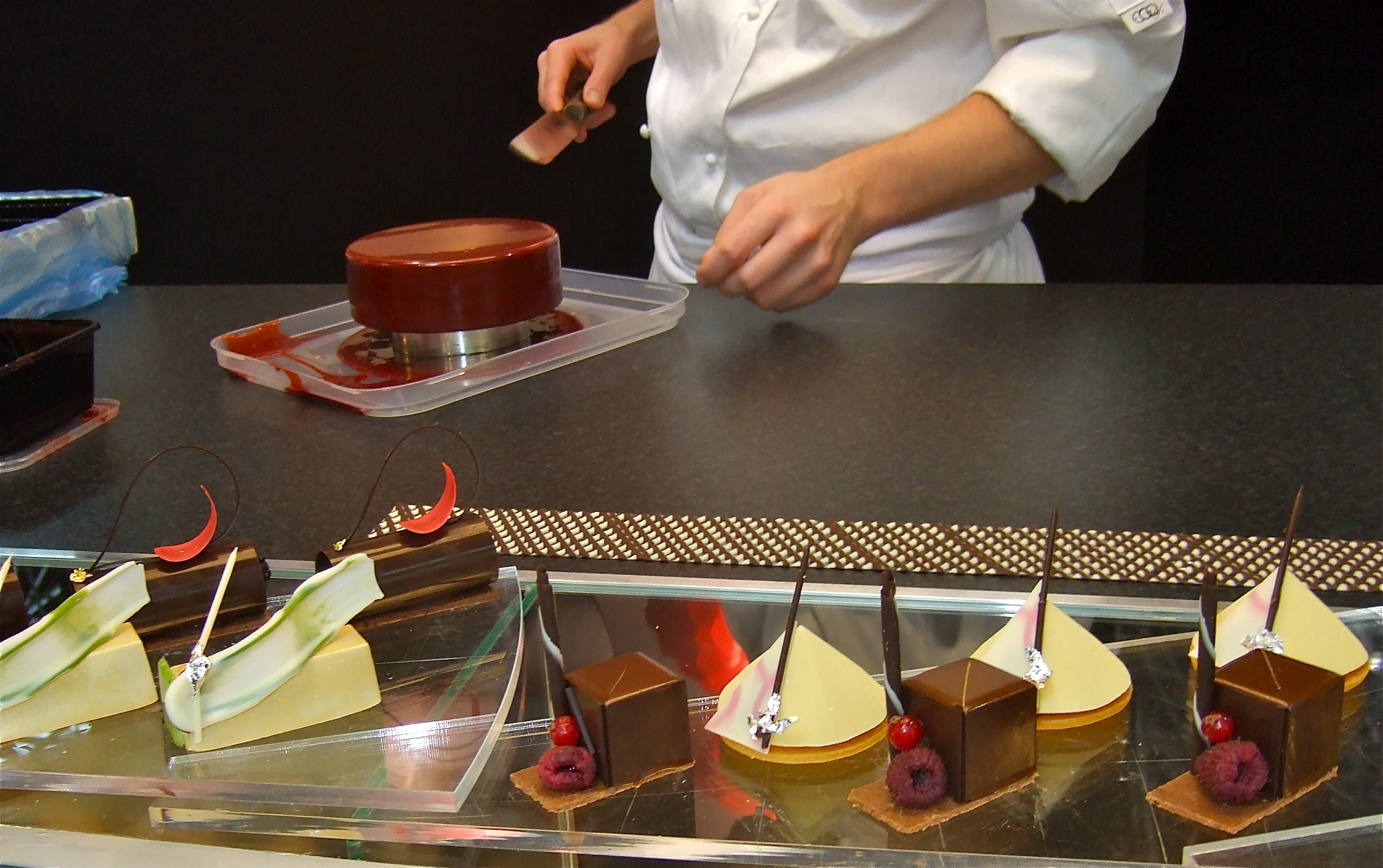
Konditor bei der Arbeit

Bäcker-Konditor-Confiseur bzw. Bäckerin-Konditorin-Confiseurin  ist die aktuelle Bezeichnung für mehrere berufliche Grundbildungen in der Schweiz.
Die Berufsbezeichnung in dieser Form entstand am 1. Januar 2011 mit der Zusammenlegung der früheren Lehrberufe „Bäcker-Konditor“ und „Konditor-Confiseur“.

## Bäcker-Konditor-Confiseur EBA
Die Ausbildung zum Bäcker-Konditor-Confiseur EBA dauert zwei Jahre.
Die Ausbildung richtet sich an schulisch schwächere Schüler. Die Weiterbildung kann darin bestehen, die verkürzte Lehre zum Bäcker-Konditor-Confiseur EFZ anzutreten.
Die Berufsfachschule wird an einem Tag die Woche besucht.

## Bäcker-Konditor-Confiseur EFZ
Die Ausbildung zum Bäcker-Konditor-Confiseur EFZ dauert drei Jahre.
Die Ausbildung existiert in zwei Fachrichtungen:
- Bäckerei/Konditorei
- Konditorei/Confiserie.

Die Berufsfachschule wird an einem Tag die Woche besucht.

## Weiterbildung

### Höhere Berufsausbildung
Das Weiterbildungssystem ist wie folgt gestuft:
Erste Stufe: Lehrabschluss (Fähigkeitszeugnis EFZ)
- Bäcker-Konditor-Confiseur EFZ

Zweite Stufe: Berufsprüfung (Eidgenössischer Fachausweis)
- Chef-Bäcker-Konditor mit eidg. Fachausweis
- Branchenspezialist/-in Bäckerei-Konditorei-Confiserie mit eidg. Fachausweis
- Chef Konditor-Confiseur mit eidg. Fachausweis

Dritte Stufe: Höhere Fachprüfung (eidg. Diplom)
- diplomierter Bäcker-Konditor
- diplomierter Konditor-Confiseur
- diplomierter Kaufmann Bäckerei/Konditorei/Confiserie

Das Absolvieren der jeweiligen Vorstufe sowie Berufserfahrung seit Abschluss der Stufe stellen jeweils die Bedingung für die nächsthöhere Stufe dar.
Insgesamt (von Lehrbeginn bis Diplom) sind also mindestens acht Jahre Tätigkeit in der Branche Bäckerei-Konditorei-Confiserie erforderlich.
Das Diplom der höheren Fachprüfung entspricht formal in etwa dem deutschen Meisterbrief. Zu beachten ist aber: Die Weiterbildung zum Meister kann in Deutschland direkt nach der Gesellenprüfung angegangen werden. Zwischenstufen und vorgeschriebene berufliche Tätigkeit werden nicht vorgeschrieben. Dadurch kann der deutsche Meisterbrief wesentlich schneller erarbeitet werden als das Schweizer Diplom.
Neben diesem Weg der Weiterbildung stehen auch noch andere verwandte Tätigkeiten, Aus- und Weiterbildungen offen.

#### Berufsprüfung
Für die Berufsprüfungen müssen ab Lehrabschluss drei Jahre Berufstätigkeit nachgewiesen werden.
Um zugelassen zu werden, muss der Prüfling weiterhin den Berufsbildnerkurs absolviert haben.

#### Höhere Fachprüfung
Für die höhere Fachprüfung müssen ab Berufsprüfungen zwei weitere Jahre Berufspraxis nachgewiesen werden.

### Höhere Fachschule
Dipl. Techniker HF Lebensmitteltechnologie. Die Ausbildung ist zweisprachig (Deutsch und Französisch) und dauert 2 Jahre Vollzeit.

### Fachhochschule
Während oder nach der beruflichen Grundbildung zum Bäcker-Konditor-Confiseur EFZ kann die Berufsmatura erworben werden. Sie berechtigt zum Studium an der Fachhochschule.

## Ähnliche Berufe
- Detailhandelsfachmann/-frau Bäckerei/Konditorei/Confiserie
- Pâtissier, ein auf Konditorei spezialisierter Koch.